# 21 (албум групе Зана)
21 је дванаести албум групе Зана из 2001. године. Ово је њихов први албум који је издат за City Records и њихов први албум у 21. веку.
Највећи хитови са овог албума су "А ти си" (обрада песме "Se Thelo" грчке групе Antique), "Пети дан", "Девојчице" и "Видео".

## Позадина
Жика и Јелена раде музику, текст и продукцију за DnD, Александру Радовић итд. Поред тога, наступали су у Врњачкој бањи.

## Албум
Инспирација за назив албума била је 21-годишњица од почетка рада групе. На фестивалу Сунчане скале су учествовали са песмом "Пети дан". Албум садржи жешће рок елементе за разлику од претходних остварења.

## Списак песама
| №   | Назив             | Трајање |  |
| 1.  | Квака             |         |  |
| 2.  | Видео             |         |  |
| 3.  | А ти си           |         |  |
| 4.  | Девојчице         |         |  |
| 5.  | Раскрсница        |         |  |
| 6.  | Сузавац           |         |  |
| 7.  | Пети дан          |         |  |
| 8.  | Савршен злочин    |         |  |
| 9.  | Ја сам крива      |         |  |
| 10. | На лажном постољу |         |  |

## Топ листа
| Листа        | Највиша позиција |
| ------------ | ---------------- |
| City Records | 19               |

## Обраде
А ти си – Se thello (Antique)